# 까오리꽁우는토끼
까오리꽁우는토끼 또는 까오리꽁피카(Ochotona gaoligongensis)는 우는토끼과에 속하는 포유류의 일종이다. 중국의 토착종이다. 중국과 미얀마 국경의 까오리꽁 산맥에서 발견된다. 우는토끼 대부분의 일반적인 신체적 특징을 공유하고 있지만 까오리꽁우는토끼는 목 둘레와 검은 목 뒷 부분에 적갈색 왕관 모양을 포함하여 독특한 신체적 특징을 갖고 있다. 해마다 한 마리의 새끼를 낳고 3년까지 살 수 있다. 서식지에 접근하기 어렵기 때문에 까오리꽁우는토끼의 습성은 잘 알려져 있지 않다.